# Zariecznyj (obwód swierdłowski)
Zariecznyj (ros. Заречный) – miasto w Rosji, w obwodzie swierdłowskim, na wschód od Jekaterynburga. W 2021 liczyło 28 171 mieszkańców.